# Carlos Humberto Paredes
Carlos Humberto Paredes Monges (Asunción, Paraguay, 16 de julio de 1976) es un exfutbolista y entrenador paraguayo. Actualmente dirige al Independiente (CG) de la Segunda División de Paraguay. Se desempeñaba en la posición de mediocampista y destacó en el FC Oporto, equipo con el que conquistó 7 títulos, incluyendo una Liga de Campeones de la UEFA en 2004. Fue internacional con la selección de fútbol de Paraguay con el que logró disputar tres copas mundiales: Francia 1998, Corea/Japón 2002 y Alemania 2006.
Paredes también obtuvo un total de 7 títulos siendo jugador del Club Olimpia. Inició su trayectoria en este equipo en 1995 y permaneció durante cinco años, logrando 5 títulos durante ese período. Luego, regresó al club en 2011, donde consiguió 2 títulos adicionales antes de tomar la decisión de poner fin a su carrera en 2015, a la edad de 38 años. En total, participó en 235 partidos con el club y logró 20 goles.
Dedicó diez años al servicio de la selección paraguaya, desde 1998 hasta 2008, disputando 74 encuentros y anotando 10 goles durante su tiempo en la selección.
Su debut como entrenador tuvo lugar en el Torneo Esperanzas de Toulon en 2016, donde estuvo al frente de la selección sub-20 de Paraguay. En el año 2020, asumió el cargo de director técnico del Sportivo Luqueño en la Primera División de Paraguay.

## Trayectoria
Comenzó su carrera en el Club Olimpia de Paraguay en 1995, donde ganó cinco campeonatos paraguayos y se convirtió en el capitán más joven en la historia del club a la edad de 20 años. Desde aquel entonces, se le conoció como "El Señor de la Mediacancha" debido a su destacada habilidad para marcar y distribuir el juego en esa zona del campo.
En el año 2000, dio el salto al FC Oporto de Portugal y posteriormente, en 2004, se trasladó a la Reggina Calcio de Italia. En 2008, regresó al Club Olimpia, donde también utilizó su emblemático dorsal número 13 en su camiseta. Sin embargo, en julio de 2009, se separó de su club debido a desacuerdos con la directiva, lo que generó su disgusto público al considerar que no se le había tratado adecuadamente, a pesar de ser un símbolo para la institución. Al poco tiempo, firmó contrato con el Club Rubio Ñu de su país, con el que finalizó en el 4.º lugar del Torneo Clausura.
En 2010 llega al Club Sportivo Luqueño, el tercer equipo paraguayo de su carrera.
En 2011, regresó al Club Olimpia, que venía de experimentar casi cinco años de malas campañas. Su retorno coincidió con una notable mejoría en el desempeño del equipo, logrando un considerable segundo puesto en el Torneo Apertura y asegurando el título de campeón en el Torneo Clausura. En 2013, el equipo se destacó al alcanzar la medalla de subcampeón en la Copa Libertadores.
Finalmente, en marzo de 2015, Paredes tomó la decisión de poner fin a su carrera como futbolista en el club donde había iniciado su carrera. De manera inmediata, asumió su nuevo rol como asistente técnico, uniéndose al cuerpo técnico dirigido por el entrenador Francisco Arce, quien había sido recientemente confirmado como el nuevo entrenador del Club Olimpia.

## Selección nacional
Ha sido internacional con la selección de fútbol de Paraguay en los mundiales de Francia 1998, Corea/Japón 2002 y Alemania 2006.

### Goles en la selección
| Goles con la Selección de Paraguay | Goles con la Selección de Paraguay | Goles con la Selección de Paraguay | Goles con la Selección de Paraguay | Goles con la Selección de Paraguay | Goles con la Selección de Paraguay |
| Resultados                         | Resultados                         | Resultados                         | Resultados                         | Fecha                              | Goles                              |
| ---------------------------------- | ---------------------------------- | ---------------------------------- | ---------------------------------- | ---------------------------------- | ---------------------------------- |
| Paraguay                           | 1                                  | 0                                  | Costa Rica                         | 21 de junio de 2000                | 1 gol                              |
| Paraguay                           | 2                                  | 1                                  | Brasil                             | 18 de julio de 2000                | 1 gol                              |
| Paraguay                           | 3                                  | 0                                  | Venezuela                          | 2 de septiembre de 2000            | 1 gol                              |
| Paraguay                           | 5                                  | 1                                  | Perú                               | 15 de noviembre de 2000            | 1 gol                              |
| Paraguay                           | 1                                  | 0                                  | Chile                              | 2 de junio de 2001                 | 1 gol                              |
| Paraguay                           | 5                                  | 1                                  | Bolivia                            | 5 de septiembre de 2001            | 1 gol                              |
| Paraguay                           | 2                                  | 1                                  | Suecia                             | 17 de mayo de 2002                 | 1 gol                              |
| Paraguay                           | 4                                  | 1                                  | Uruguay                            | 10 de septiembre de 2003           | 1 gol                              |
| Paraguay                           | 1                                  | 0                                  | Chile                              | 18 de noviembre de 2003            | 1 gol                              |
| Paraguay                           | 1                                  | 1                                  | Perú                               | 13 de octubre de 2004              | 1 gol                              |

Para un total de 10 goles

## Clubes

### Como jugador
| Club             | País     | Año       |
| ---------------- | -------- | --------- |
| Olimpia          | Paraguay | 1995-2000 |
| FC Oporto        | Portugal | 2000-2004 |
| Reggina Calcio   | Italia   | 2004-2006 |
| Sporting Lisboa  | Portugal | 2006-2008 |
| Olimpia          | Paraguay | 2008-2009 |
| Rubio Ñu         | Paraguay | 2009      |
| Sportivo Luqueño | Paraguay | 2010      |
| Olimpia          | Paraguay | 2011-2015 |

### Como asistente técnico
| Club                                                             | País     | Año       |
| ---------------------------------------------------------------- | -------- | --------- |
| Club Olimpia                                                     | Paraguay | 2015-2016 |
| Club Sol de América (asistente técnico y director de la Reserva) | Paraguay | 2018-2019 |

### Como entrenador
| Club (*)                                | País     | Año       |
| --------------------------------------- | -------- | --------- |
| Selección sub-23 de Paraguay            | Paraguay | 2016      |
| Selección sub-20 de Paraguay (interino) | Paraguay | 2016      |
| Club Rubio Ñu                           | Paraguay | 2017      |
| Guaireña FC                             | Paraguay | 2017      |
| Selección sub-20 de Paraguay            | Paraguay | 2017-2018 |
| Independiente CG                        | Paraguay | 2019      |
| Club Fulgencio Yegros                   | Paraguay | 2019-2020 |
| Club Sportivo Luqueño                   | Paraguay | 2020      |
| Tacuary FC                              | Paraguay | 2021-act. |

(*) Incluyendo la selección.

## Palmarés

### Como jugador
| Título                       | Club      | País     | Año  |
| ---------------------------- | --------- | -------- | ---- |
| Primera División             | Olimpia   | Paraguay | 1995 |
| Primera División             | Olimpia   | Paraguay | 1997 |
| Primera División             | Olimpia   | Paraguay | 1998 |
| Primera División             | Olimpia   | Paraguay | 1999 |
| Primera División             | Olimpia   | Paraguay | 2000 |
| Copa de Portugal             | FC Oporto | Portugal | 2001 |
| Supercopa de Portugal        | FC Oporto | Portugal | 2002 |
| Supercopa de Portugal        | FC Oporto | Portugal | 2003 |
| Primera División de Portugal | FC Oporto | Portugal | 2003 |
| Copa de la UEFA              | FC Oporto | Portugal | 2003 |
| Primera División de Portugal | FC Oporto | Portugal | 2004 |
| Liga de Campeones de la UEFA | FC Oporto | Portugal | 2004 |
| Copa intercontinental        | FC Oporto | Portugal | 2004 |
| Torneo Clausura              | Olimpia   | Paraguay | 2011 |
| Torneo Clausura              | Olimpia   | Paraguay | 2015 |